# Arcibiskupský palác ve Splitu
Arcibiskupský palác ve Splitu (chorvatsky Nadbiskupska palača u Splitu) je novorenesanční palác, sídlo arcibiskupa splitsko-makarské arcidiecéze. Nachází se v centru Splitu, v samém severozápadním cípu čtvrti Bačvice.

## Historie
Původní stará rezidence splitských arcibiskupů se nacházela uvnitř Diokleciánova paláce severně od katedrály sv. Domnia, ta však v roce 1924 vyhořela.
Místo pro nové sídlo splitských církevních hodnostářů bylo vybráno na východním okraji centra města. Arcibiskupský palác byl postaven za biskupa Filipa Frane Nakiće (1889-1910) v letech 1901-1904. Autorem architektonického návrhu v novorenesančním stylu byl Ćiril Metod Iveković (1864-1933) podle vzoru Farneského paláce v Římě.
Během spojeneckého bombardování Splitu a okolí 4. ledna 1944 byla budova výrazně poškozena. Po druhé světové válce byla v roce 1948 budova znárodněna komunistickými úřady nové Jugoslávie a církvi byla navrácena samostatným Chorvatskem v roce 1998, kdy začala její rekonstrukce. 

## Zajímavosti
- Během své návštěvy Splitu a Solinu v roce 1998 v tomto paláci pobýval papež Jan Pavel II.